# 크누센 수
크누센 수(Knudsen number, Kn)는 대표적인 물리적 길이 척도(characteristic length)에 대한 분자 평균 자유 거리 길이의 비율로 정의되는 무차원 수이다. 이 길이 척도는 예를 들어 유체 내 물체의 반경일 수 있다. 이 숫자는 덴마크 물리학자 마르틴 크누센(1871~1949)의 이름을 따서 명명되었다.
크누센 수는 상황을 모델링하는데 통계 역학 또는 유체 역학의 연속 역학 공식을 사용해야 하는지 여부를 결정하는 데 도움이 된다. 크누센 수가 1에 가까우거나 그보다 크면 분자의 평균 자유 행로는 문제의 길이 척도와 유사하며 유체 역학의 연속체 가정은 더 이상 좋은 근사치가 아니다. 이러한 경우에는 통계적 방법을 사용해야 한다.

## 같이 보기
- 연속체 역학
- 유변학
- 층밀림 비율
- 평균 자유 거리